# Ascension (fête)
Pour les articles homonymes, voir Ascension.
Ne doit pas être confondu avec Assomption.
L’Ascension est une fête chrétienne célébrée le quarantième jour à partir de Pâques. Elle marque la dernière rencontre de Jésus avec ses disciples après sa Résurrection ainsi que son élévation au ciel. Elle annonce également la venue du Saint-Esprit dix jours plus tard et la formation de l'Église à l'occasion de la fête de la Pentecôte. Elle préfigure enfin pour les chrétiens la vie éternelle.
L'Ascension est un élément essentiel de la foi chrétienne : elle est mentionnée explicitement dans le Nouveau Testament ainsi que dans les deux credo, le Symbole des apôtres et le Symbole de Nicée-Constantinople. Elle est donc partagée par les catholiques, les orthodoxes (l'Ascension du Seigneur est une des Douze grandes fêtes), les protestants et les fidèles des Églises antéchalcédoniennes.
Le jeudi de l’Ascension est jour férié dans plusieurs pays du monde et célébré chaque année entre le 30 avril et le 3 juin du calendrier grégorien.
Pour les catholiques et les protestants, en 2025 la fête de l’Ascension a eu lieu le jeudi 29 mai et aura lieu le 14 mai de 2026. Pour les orthodoxes, elle a également eu lieu le 29 mai 2025 et aura lieu le 21 mai 2026.

## Origine et étymologie du terme
Le mot ascension vient du substantif latin ascensio, « action de monter », qui vient lui-même du verbe ascendo, qui signifie « monter, gravir ». En grec ancien, le terme utilisé pour décrire cet événement est ἀνάληψις / análēpsis, dérivé de ἀναλαμβάνω / analambánô, « prendre en main, reprendre », il peut donc être traduit par « la prise ». Le verbe en question est utilisé vingt fois dans le Nouveau Testament et 146 fois dans l'Ancien Testament.

## Les sources néotestamentaires

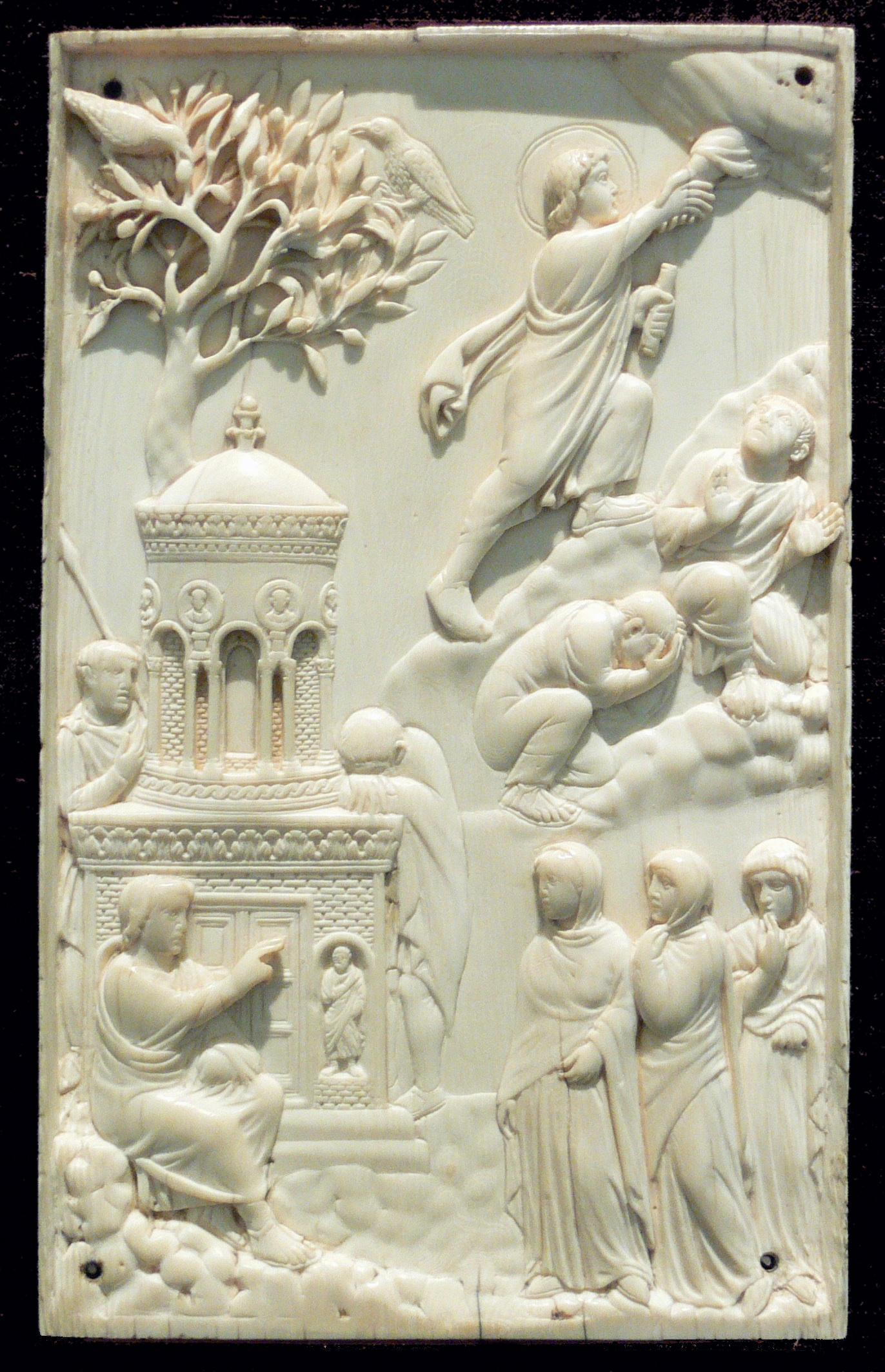
Ascension de Jésus, ivoire,, musée national de Bavière, ancienne collection Martin von Reider (Munich).

### Les quatre Évangiles canoniques
Deux évangiles mentionnent l'« enlèvement au ciel » de Jésus. Celui de Marc le place juste après l’épisode de la Résurrection. Jésus apparaît aux apôtres et les envoie en mission, leur donnant le pouvoir de réaliser des miracles en son nom. Immédiatement après que Jésus est monté au ciel, sans qu'il soit fait référence à la Pentecôte, les apôtres s'en vont prêcher à travers le monde.
Cet épisode constitue la fin de l’Évangile selon Luc et le début des Actes des Apôtres. Ces deux textes sont l'œuvre d'un même auteur, ce qui a amené les chercheurs à postuler que les deux documents n’en constituaient originellement qu’un seul. Daniel Marguerat relève à ce propos que la scission d'un long texte en deux parties distinctes représente une pratique courante dans l'Antiquité. Toutefois, remarque-t-il, l'emplacement de la césure ne doit rien au hasard : les deux textes s'articulent autour de l'Ascension, qui « signifie à la fois l'apogée de la seigneurie de Jésus et l'instauration de son absence ». L'auteur fait donc deux fois le même récit afin « d'en proposer une double lecture : Lc 24:50-53 envisage l'Ascension comme la conclusion de l'activité de Jésus, tandis qu'Ac 1:6-11 la conçoit comme une ouverture au temps du témoignage ».
L'Évangile selon Matthieu, contemporain de celui de Luc, ne mentionne pas l'Ascension.
Quant à l'Évangile selon Jean, il semble annoncer cette ascension — non au ciel mais vers Dieu — mais ne la décrit pas : lors de la dernière Cène Jésus évoque à plusieurs reprises « Je vais vers le Père ». De même, lors de l’apparition à Marie de Magdala après la Résurrection, il la met en garde : « Ne me touche pas, car je ne suis pas encore monté vers le Père. Mais va trouver mes frères et dis-leur : "je monte vers mon Père et votre Père, vers mon Dieu et votre Dieu" ».

### La double approche de Luc
L’épisode de l’Ascension dans l'évangile lucanien, après la description du cycle des diverses apparitions pascales du Ressuscité, marque le terme de l’action terrestre de Jésus. Cette conclusion est connotée de manière positive, Jésus bénissant ses disciples qui accueillent ce départ dans la joie. La séparation elle-même n’est pas du fait de Jésus : celui-ci est l’objet d’une action faite par Dieu, comme en témoignent les verbes au passif utilisés dans les différents passages lucaniens.
Dans les Actes, les croyants sont désormais seuls mais « nantis d’une mission » dans l’attente du retour de Jésus. Ainsi, dans les récits lucaniens mettant en scène le Ressuscité, celui-ci n’opère pas de miracles — à la différence du passage johannique — qui sont plutôt le fait de témoins inspirés par le Nom de Jésus.

## Signification

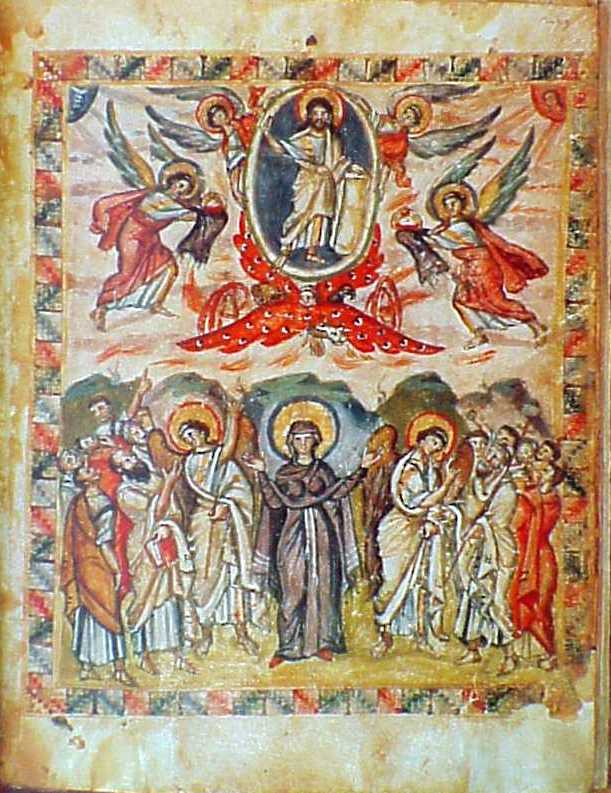
Folio des Évangiles de Rabula présentant une miniature de l'Ascension, 586.

### L'élévation au ciel
L’Ascension désigne le moment où Jésus a été élevé au ciel, après avoir été crucifié et après être ressuscité. Présente dans le Nouveau Testament, l’Ascension signifie monter aux cieux, rejoindre le domaine divin. Pour le christianisme, le terme concerne uniquement l’Ascension de Jésus-Christ, l’Assomption désignant celle de la Vierge Marie.
Il est possible que l’auteur de l'Évangile selon Luc et des Actes des Apôtres s’inspire d’une tradition populaire faisant un parallèle avec les assomptions respectives de Moïse, d’Hénoch ou d’Élie, ou encore avec d’autres récits édifiants mettant en scène l’élévation de personnages illustres de la mythologie gréco-romaine, comme Romulus, Hercule ou Médée, voire des apothéoses d’empereurs romains, dans une démarche et un récit qui tendent à historiciser le phénomène d’élévation de Jésus.

### Quarante jours
Le nombre 40 est récurrent dans la Bible : il décrit le nombre de jours durant lequel la pluie est tombée lors du déluge de Noé, ou que Moïse passe sur le mont Sinaï avant de recevoir les tables de la loi. Ou encore le nombre d'années que passe Israël dans le désert à la sortie de l’Égypte, et aussi le nombre de jours au bout desquels Ninive sera détruite dans la prophétie de Jonas.
Dans les évangiles synoptiques, la tentation du Christ au désert dure également quarante jours. De même que les 40 jours de Pâques à l'Ascension font écho aux 40 jours du carême chrétien. Cette durée symbolise donc un temps d'attente, d'épreuve ou d'apprentissage.

### Le lieu de l'Ascension
D'après Luc, l'Ascension se produit à Béthanie, sans doute Béthanie-au-delà-du-Jourdain, où Jean le Baptiste baptisait dans le Jourdain. Il ne faut pas confondre ce site avec le village de Béthanie où vivaient les amis de Jésus, Marthe, Marie et Lazare, et où Jésus a ressuscité Lazare. Un autre évangile (Matthieu 28 : 16) indique en effet que c'est en Galilée que Jésus devait voir ses disciples avant de monter au ciel. La Béthanie de Lazare se trouve trop éloignée de la Galilée pour que Jésus ait retrouvé les disciples à cet endroit. Une tradition la situe toutefois au sommet du mont des Oliviers (tout proche du temple de Jérusalem) où une église a été édifiée autour de la pierre qui recèlerait la dernière empreinte du pied de Jésus sur terre avant son ascension vers les cieux,.

### Sens chrétien
L'Ascension marque dans la théologie chrétienne la fin de la présence physique de Jésus sur la Terre, après sa mort et sa Résurrection. D'autre part, Jésus n’abandonne pas les hommes puisqu'il leur envoie son Esprit saint dix jours plus tard lors de la Pentecôte — à l'issue de laquelle les Apôtres se rendent compte qu’ils sont l’Église et partent prêcher l’Évangile —, et intercède sans cesse en leur faveur auprès de Dieu le Père (He 9, 25) (Jn 14, 1-4). Elle symbolise un nouveau mode de présence du Christ « à la fois tout intérieure, universelle et hors du temps ». Bien que n'étant plus présent physiquement dans le monde, il l'est encore par ses sacrements, particulièrement l'Eucharistie.
L'Ascension préfigure enfin la vie éternelle à laquelle chaque homme est destiné.

## Fête de l'Ascension

### Célébration

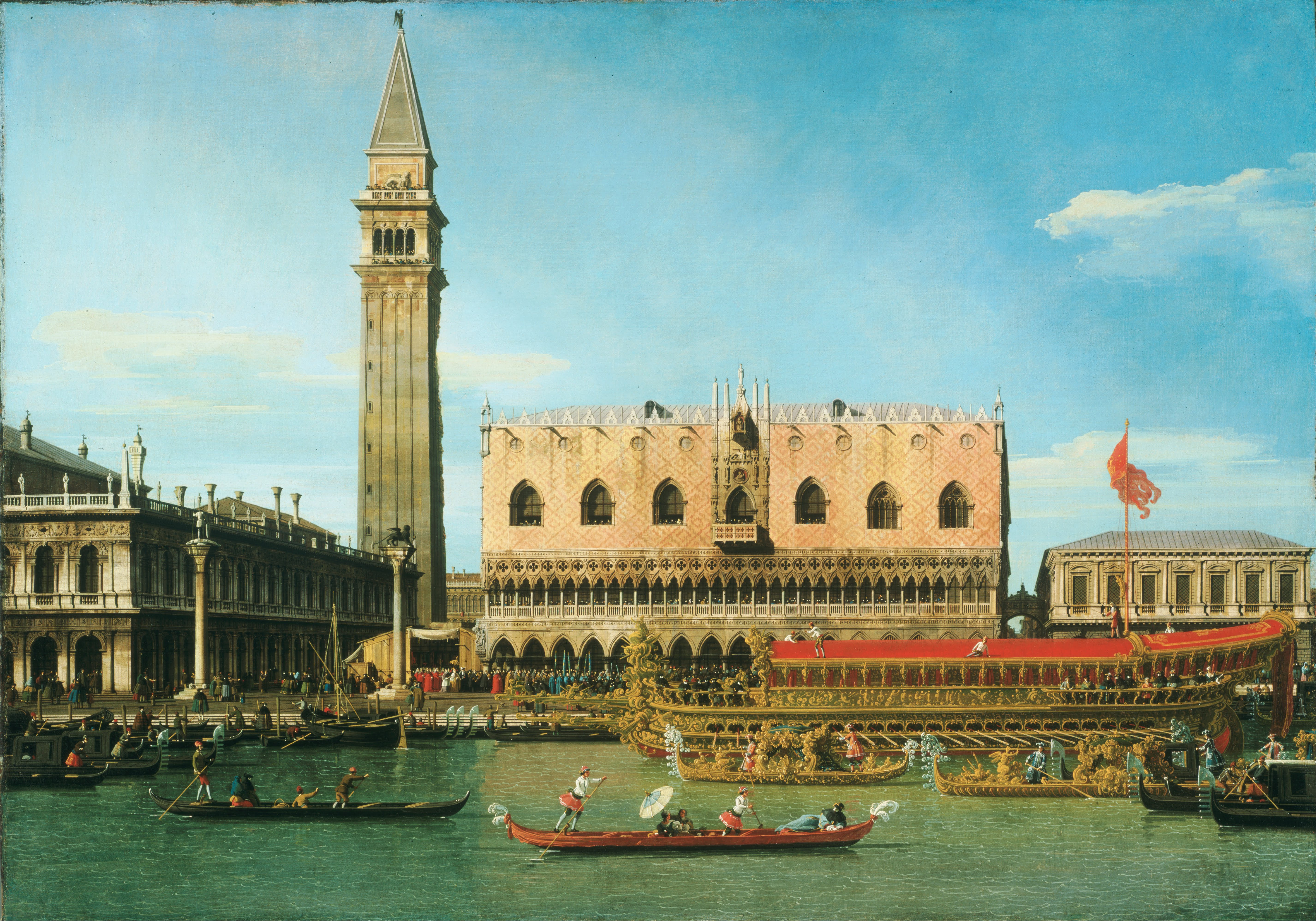
Le Bucentaure au Môle le jour de l'Ascension, par Canaletto, Philadelphia Museum of Art.

La célébration de l’Ascension est attestée à la fin du IVe siècle, parfois fêtée simultanément avec la Pentecôte jusqu’au Ve siècle.
À partir de 511, la fête de l’Ascension fut précédée en Europe par les trois jours des Rogations, qui devinrent facultatifs dans le culte catholique après le concile Vatican II.
La célébration de l'Ascension à Venise s'accompagnait jusqu'au XVIIIe siècle de la sortie du célèbre bateau des Doges le Bucentaure et fut représentée à plusieurs reprises par le peintre Canaletto.

### Calendrier
L’Ascension est célébrée au quarantième jour à partir de Pâques, il s’agit d’une fête mobile dont la date est fonction du calcul de la date de Pâques et est donc généralement différente entre le calendrier liturgique catholique et le calendrier liturgique orthodoxe.
Elle est la dernière des cinq fêtes cardinales de l'année liturgique catholique.
Elle tombe toujours un jeudi (ce qui en fait ipso facto le 40e jour à partir du dimanche de Pâques), entre le 30 avril et le 3 juin inclus pour les Églises occidentales et entre le 13 mai et le 16 juin pour les Églises orthodoxes.
Le Jeudi de l’Ascension est jour férié dans plusieurs pays (en Europe : Allemagne, Autriche, Belgique, Danemark, Finlande, France, Islande, Liechtenstein, Luxembourg, principauté de Monaco, Norvège, Pays-Bas, Suède, Suisse, Vatican ; en Afrique : Bénin, Burundi, Burkina Faso, Cameroun, Côte d'Ivoire, Madagascar, Namibie, Sénégal, Gabon, Togo ; en Amérique : Colombie, Haïti ; en Asie et Océanie : Indonésie et Vanuatu).
Certains pays, comme l’Italie, l’Espagne, la Pologne, le Portugal ou le Royaume-Uni, la célèbrent le dimanche suivant.

## Galerie

Œuvres d'art sur le thème
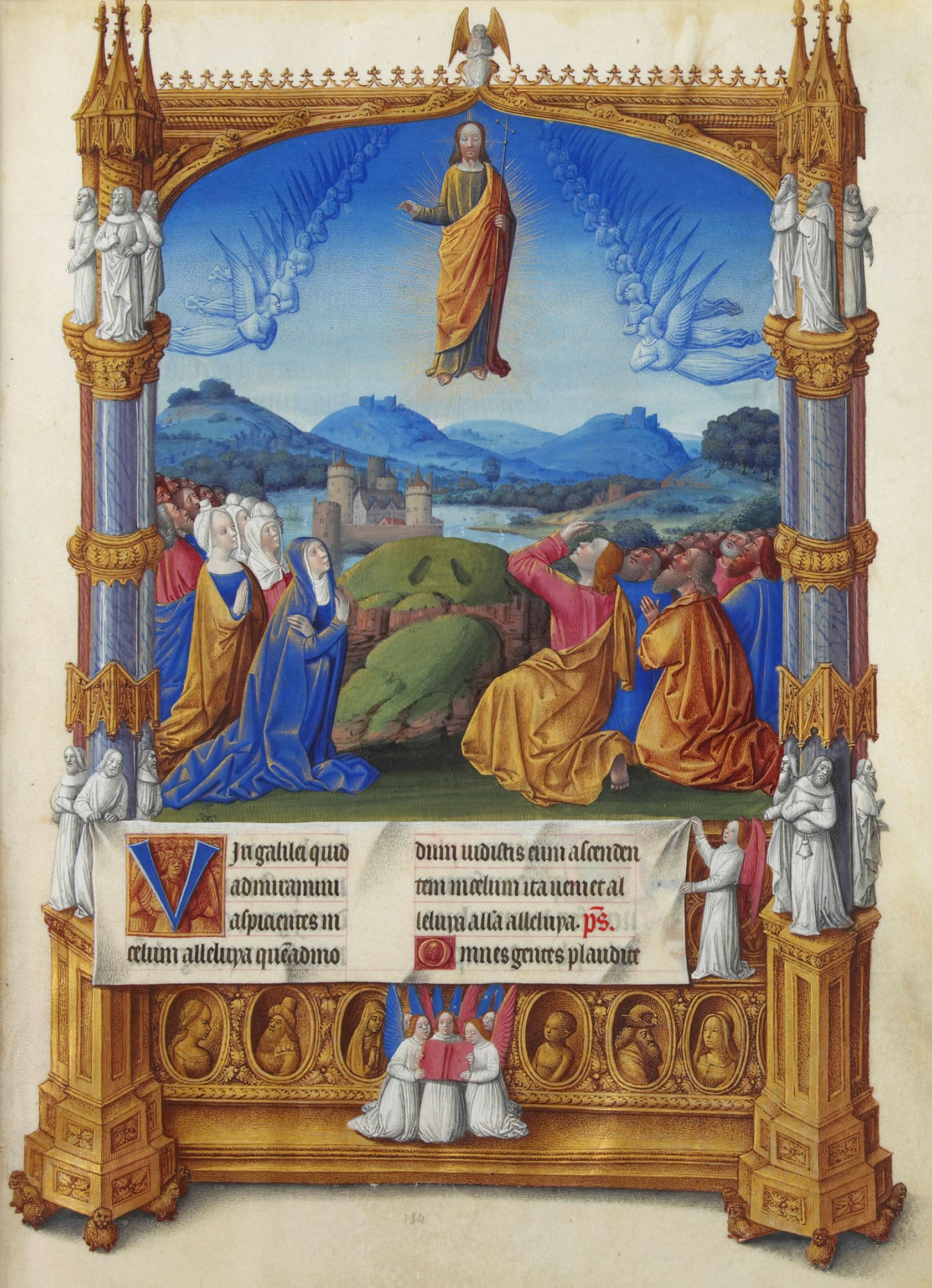
Les Très Riches Heures du duc de Berry.
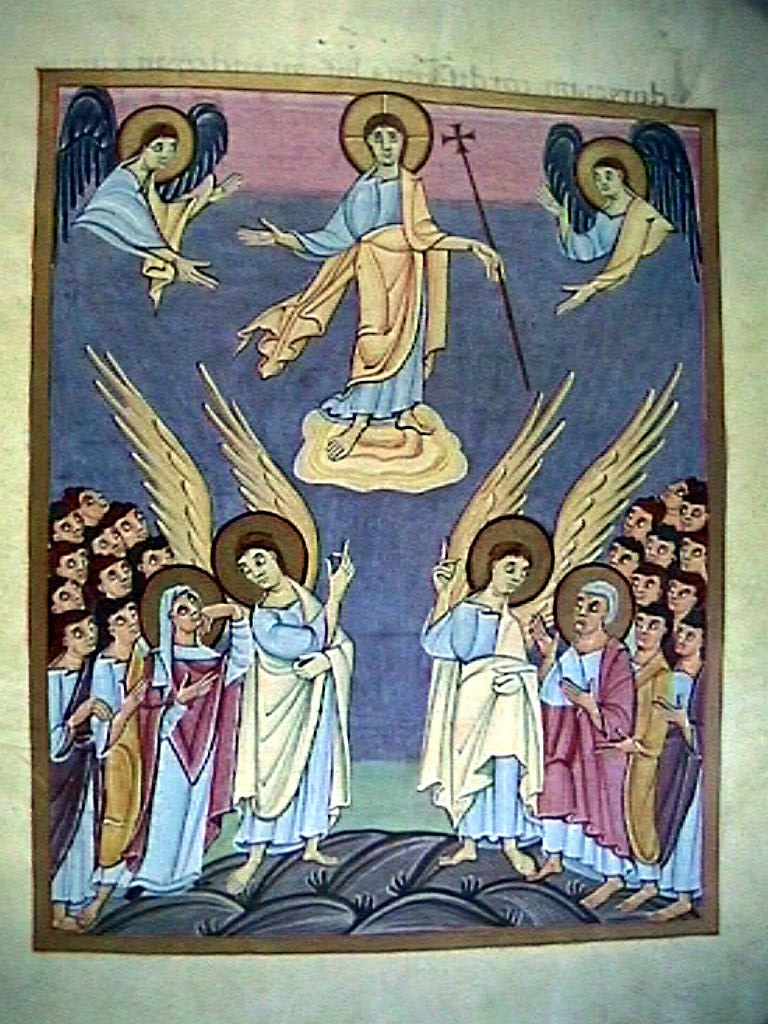
Apocalypse de Bamberg.
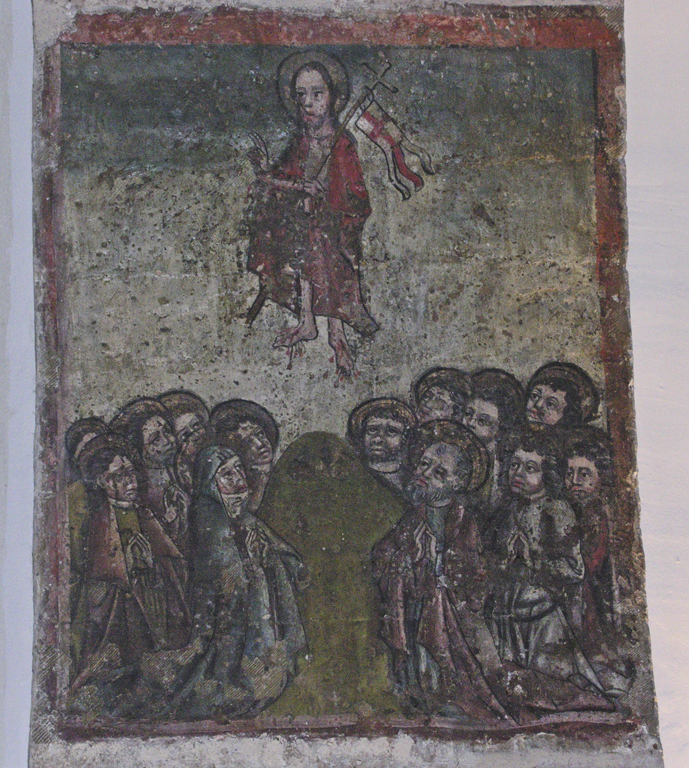
Église Sainte-Ursule de Cologne.
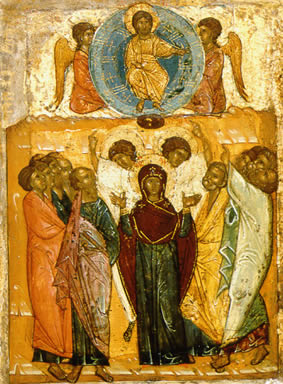
Ascension du Christ icône de Novgorod, XIVe siècle.
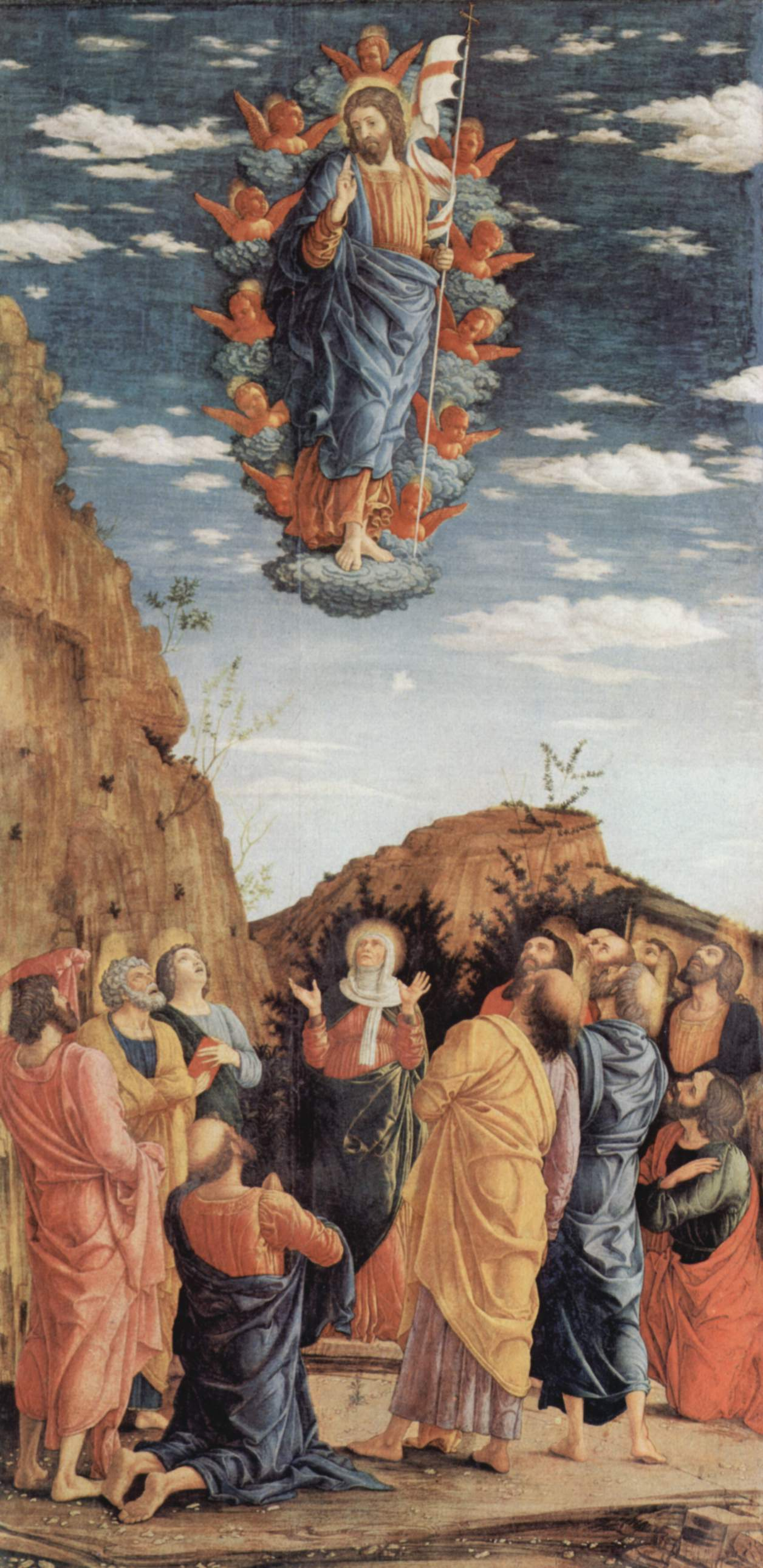
Panneau du Triptyque des Offices par Mantegna.
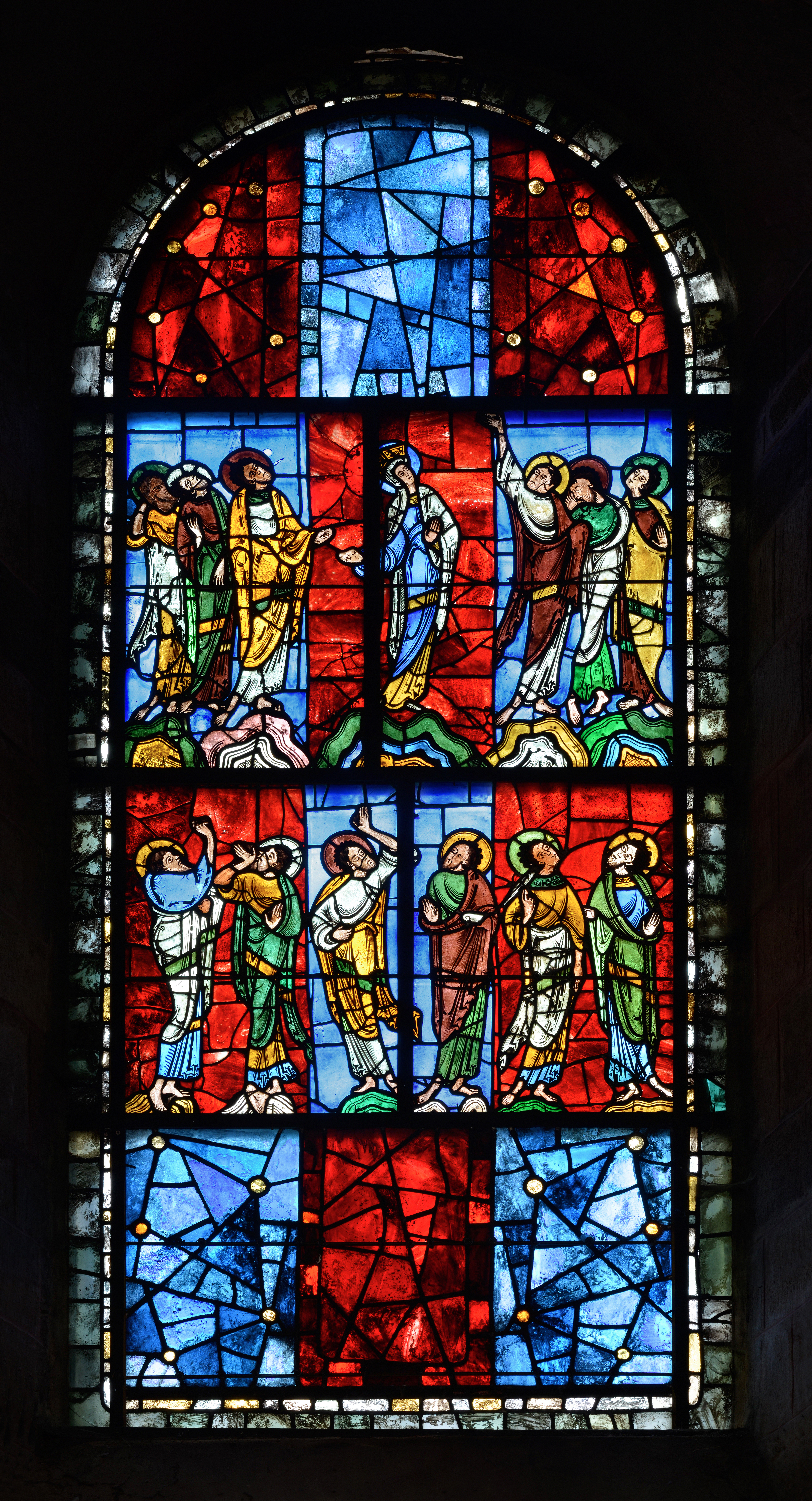
Vitrail de l'Ascension cathédrale Saint-Julien du Mans.
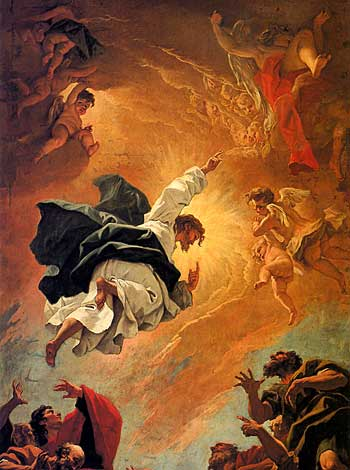
Ascension, 1700 Sebastiano Ricci Rome, basilique des Saints-Apôtres

## Églises

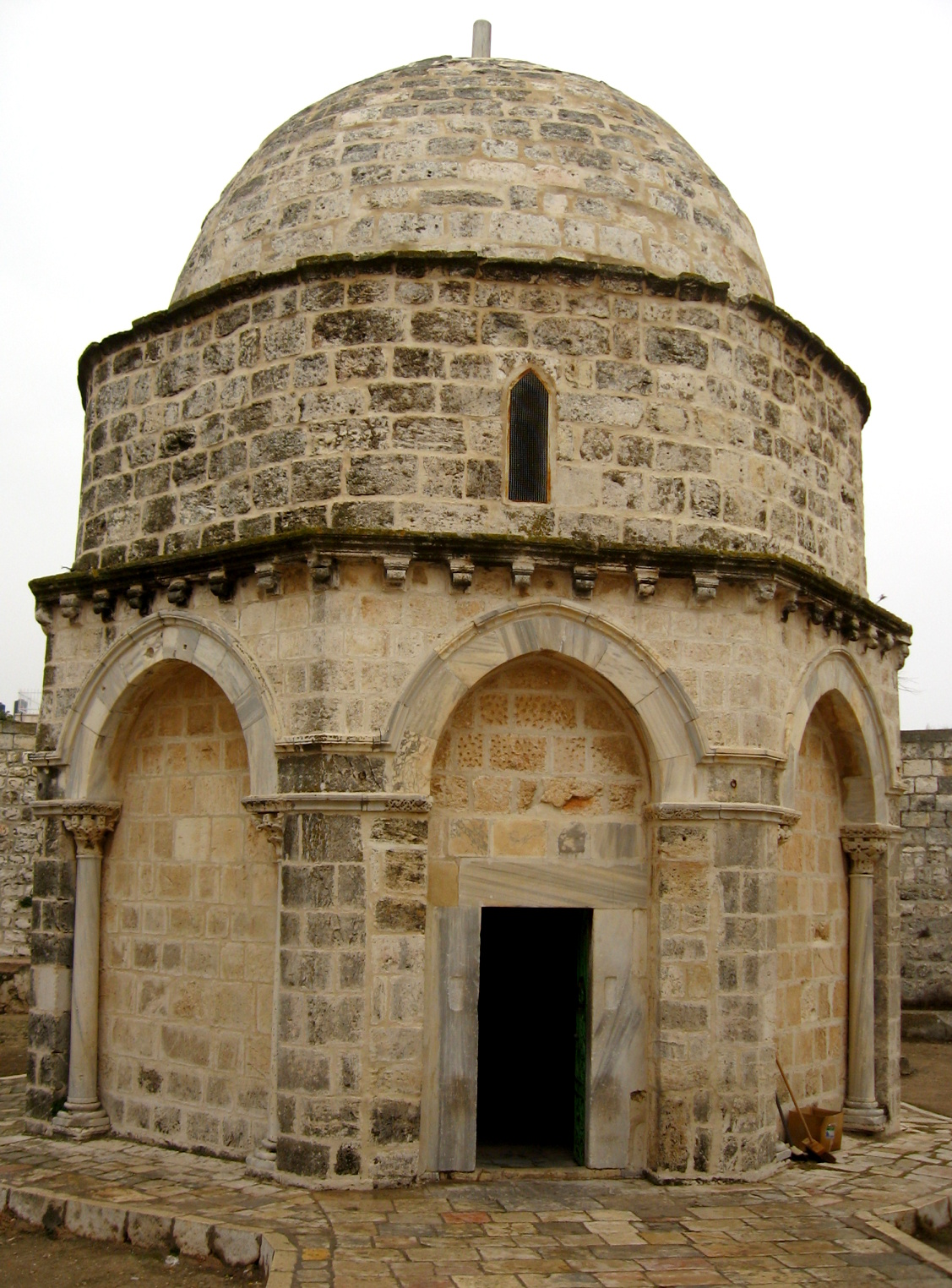
Église de l'Ascension à Jérusalem.

Plusieurs églises dans différents pays sont dédiées à l'Ascension.

## Musique
- Louis-Nicolas Clérambault : Motet pour l'ascension, opus 74.